# Кляшторська ущелина
Кляшторська ущелина (Kláštorská roklina) — каньйон в Словаччині; знаходиться в масиві Словацький Рай. Розташований біля сіл Спиські Томашовці і Грабушиці.
В ущелині є 7 водоспадів. Через ущелину проходить екологічна стежка.